# Новиковка (деревня, Уфа)
Новиковка — это исторический район города и деревня, вошедшая в состав Уфы, на части которой находится одноимённый микрорайон города в Советском районе. Располагается по левому склону реки Сутолоки, вдоль её притока — Новиковского ручья, по Полярной улице и улице Сагита Агиша. Здесь сохранился Новиковский пруд. 

## История
С XVII века через территорию будущей деревни проходила дорога к Дудкинской переправе.
На территории будущей Новиковки в 1779 году были открыты Новиковские курганы, относящиеся к VI–VIII веку. Здесь был найден богатый комплекс золотых предметов.
Основана на территории Богородской волости Уфимского уезда в 1857 году помещичьими крестьянами Новиковых, переселёнными из села Новиковка (Покровское) Бугурусланского уезда Самарской губернии. Была известна также под названиями Валентиновка, Подгорная Новиковка.
В 1865 году в 6 дворах проживало 48 человек, занимавшиеся земледелием. Земли деревни принадлежали помещику Валентину Аполлоновичу Новикову — его двухэтажная загородная дача стояла на месте нынешнего Республиканского выставочного центра.
С образованием в конце XIX века на правом склоне реки Сутолоки выселков Новиковка Малая 1‑я (в 1896 году в 8 дворах проживало 46 человек) и Новиковка Малая 2‑я (в 2 дворах — 18 человек) фиксировалась под названием Большая Новиковка.
В 1920 году деревни вошли в состав города и были переименованы в деревню имени Михаила Калинина, Крестьянскую Малую 1-ю и Крестьянскую Малую 2-ю деревни, но названия не укоренились.
В 1938 году было принято решение ликвидировать деревни, и переименовать их в улицы — Полярную, Большую Шелководную и Северную — сохранившиеся до сих пор.
В 1939 году в район деревни переводится Башкирский ботанический сад на отведённую территорию площадью 117 га, включающую лес. В 1952 году его территория увеличилась до 23 га.
18 сентября 1966 года на базе существующих лесов, площадью более 110 га, которые ранее принадлежали ботаническому сад, в районе деревни был заложен лесопарк Лесоводов Башкирии.
В 1930–1970-х годах ниже Большой Новиковки существовал Пивзаводческий пруд на реке Сутолоке.
Сносится с 1970 года. В 1970–1976 годах в квартале улиц Сагита Агиша, Менделеева, Минигали Губайдуллина, Степана Злобина был построен жилой микрорайон «Новиковка» с двумя детскими садами-ясли, двумя детскими садами и одной средней общеобразовательной школой. В 1971 году была построена трамвайная линия и кольцо «Санаторий «Зелёная Роща». В 1974–1976 годах был построен новый корпус Уфимской чаеразвесочной фабрики «Уфачай».
В 1976–1980 годах был построен новый корпус Инженерно-строительного факультета, общежитие и столовая Уфимского нефтяного института.
В 2003 году, рядом с Архитектурно-строительным факультетом Уфимского государственного нефтяного университета, застройщиком ООО «Группа компаний СУ-10» был построен многоквартирный жилой дом, частично для работников факультета.
В 2018 году без плана межевания территории и проектировки квартала началось строительство жилого комплекса «Ботанический сад» на территории сохранившейся деревенской застройки. Застройщик — ООО «Промстроймонтаж». При этом, Новиковский ручей был частично канализирован в бетонный коллектор, а Новиковский пруд подвергся загрязнению строительным мусором. Данные действия вызвали общественный резонанс по поводу законности строительства.